# Kastroede

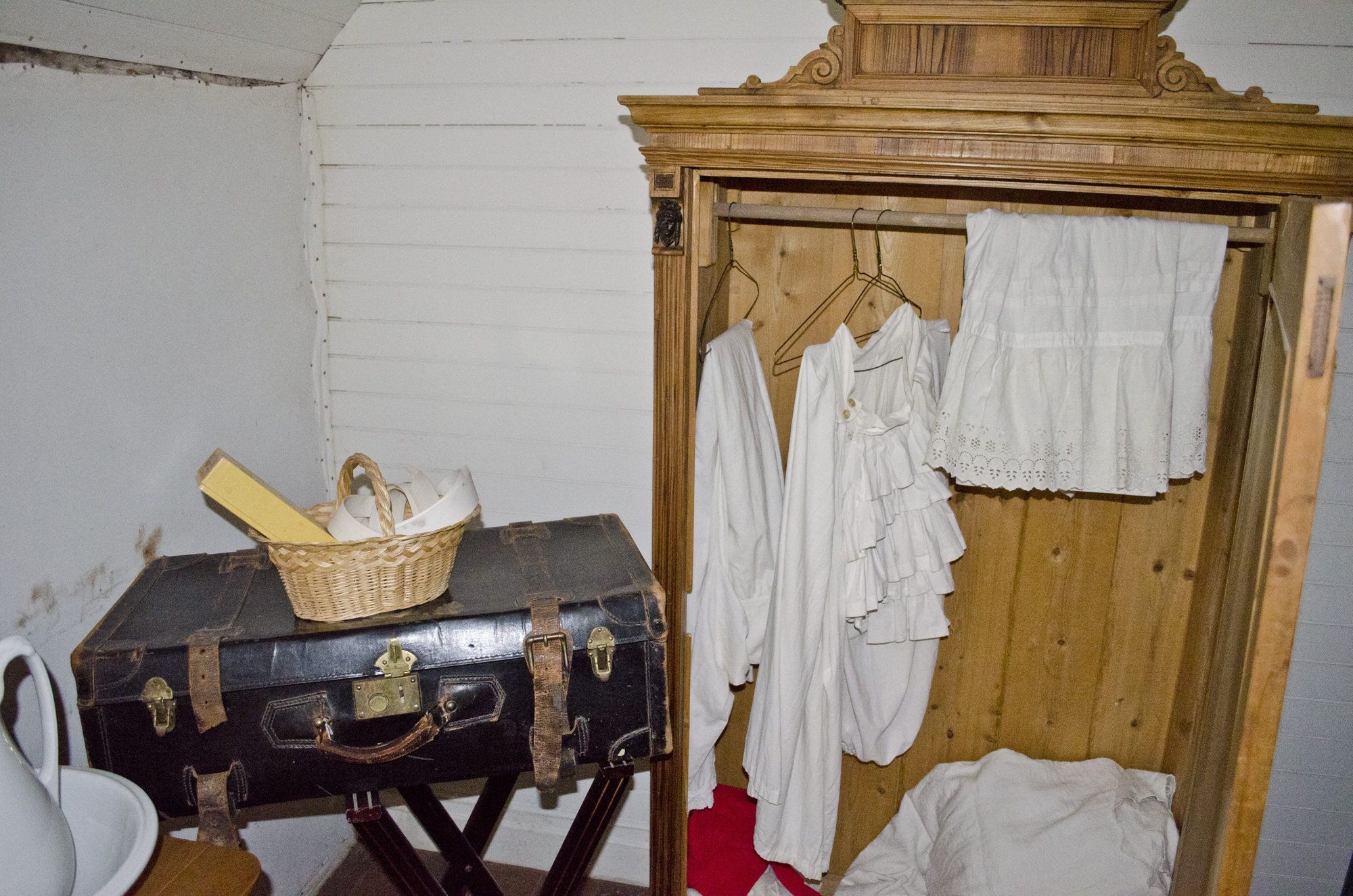
Een houten kastroede in een kleerkast

Een kastroede is een ronde of ovalen stok of buis van enkele centimeters in doorsnede die zich gewoonlijk in een kleerkast bevindt en die dient om een reeks kleerhangers aan op te hangen.
Een kastroede is meestal gemaakt van hout of metaal, zoals aluminium, vernikkeld staal en dergelijke. De metalen kastroeden zijn hol en hebben een ronde of ovale doorsnede. De laatste vorm is beter tegen doorbuiging bestand, wat belangrijk is, daar het op de roede uitgevoerde moment aanzienlijk kan zijn.
Een kastroede wordt meestal aan de uiteinden ondersteund door kastroedesteunen van metaal of kunststof, die aan de zijwand worden bevestigd. Er zijn uitvoeringen waarbij de kastroede kan worden uitgenomen, en uitvoeringen waarbij de kastroede geheel opgesloten is.